# Doriel Barros
Doriel Saturnino de Barros (Águas Belas, 21 de março de 1975), é um agricultor e político brasileiro. É deputado estadual de Pernambuco pelo PT. Foi reeleito em 2022 com 65.838 votos.

## Biografia
Doriel Barros tentou pela primeira vez uma vaga na câmara estadual e obteve 66.990 votos. Antes de concorrer a uma vaga de deputado estadual, exerceu o cargo de presidente da Federação dos Trabalhadores e Trabalhadoras Rurais de Pernambuco (Fetape).

### Desempenho em eleições
| Ano  | Eleição                | Partido | Cargo             | Votos        | Resultado | Ref   |
| ---- | ---------------------- | ------- | ----------------- | ------------ | --------- | ----- |
| 2018 | Estadual em Pernambuco | PT      | Deputado Estadual | 66 990 (4º)  | Eleito    | [ 5 ] |
| 2022 | Estadual em Pernambuco | PT      | Deputado Estadual | 65 838 (12º) | Eleito    | [ 3 ] |